# Калінова (Кутновський повіт)
Калінова (пол. Kalinowa) — село в Польщі, у гміні Кутно Кутновського повіту Лодзинського воєводства.
Населення — 97 осіб (2011).
У 1975-1998 роках село належало до Плоцького воєводства.

## Демографія
Демографічна структура станом на 31 березня 2011 року:
|          | Загалом | Допрацездатний вік | Працездатний вік | Постпрацездатний вік |
| -------- | ------- | ------------------ | ---------------- | -------------------- |
| Чоловіки | 55      | 10                 | 38               | 7                    |
| Жінки    | 42      | 7                  | 28               | 7                    |
| Разом    | 97      | 17                 | 66               | 14                   |